# Гебель эс-Сильсила
Гебель эс-Сильсила (араб. جبل السلسلة‎, егип. ẖny) — местность к югу от Эдфу в 65 километрах севернее Асуана. В древности известна была своими каменоломнями.

## Название
В этом месте песчаниковые горы с двух сторон подступают вплотную к Нилу, значительно суживая его русло. При движении против течения реки, которая здесь становится более бурной, речным путешественникам приходилось затрачивать дополнительные усилия, что и отразилось в названии Хену (досл. «место весла»). Арабское название Гебель эс-Сильсила (досл. «гора цепи»), связано с легендой, согласно которой река в этом месте перегораживалась цепью.

## История
Находившиеся здесь каменоломни существовали, по крайней мере, с XVIII династии и вплоть до греко-римского периода.
Во время XVIII династии египтяне перешли от строительства из известняка к песчанику. В этот период карьеры Гебелейна не производили достаточно материала для грандиозного строительства, и Гебель эс-Силсила превратилась в источник песчаника.
При Рамсесе II более 3000 рабочих добывали здесь песчаник для Рамессеума в каменоломнях, расположенных на восточном берегу реки. Здесь же в северном конце горного массива находятся руины древнего города и его храма с надписями времён Рамсеса II. К востоку от города находится скальная надпись Аменхотепа IV, из которой следует, что он повелел выламывать здесь блоки для обелисков солнечного храма в Карнаке.
На западном берегу Нила расположены вырубленные в скалах святилища-кенотафы Хоремхеба, Сети I, Рамсеса II и Мернептаха.

## Галерея

Рисунок 1809 года.
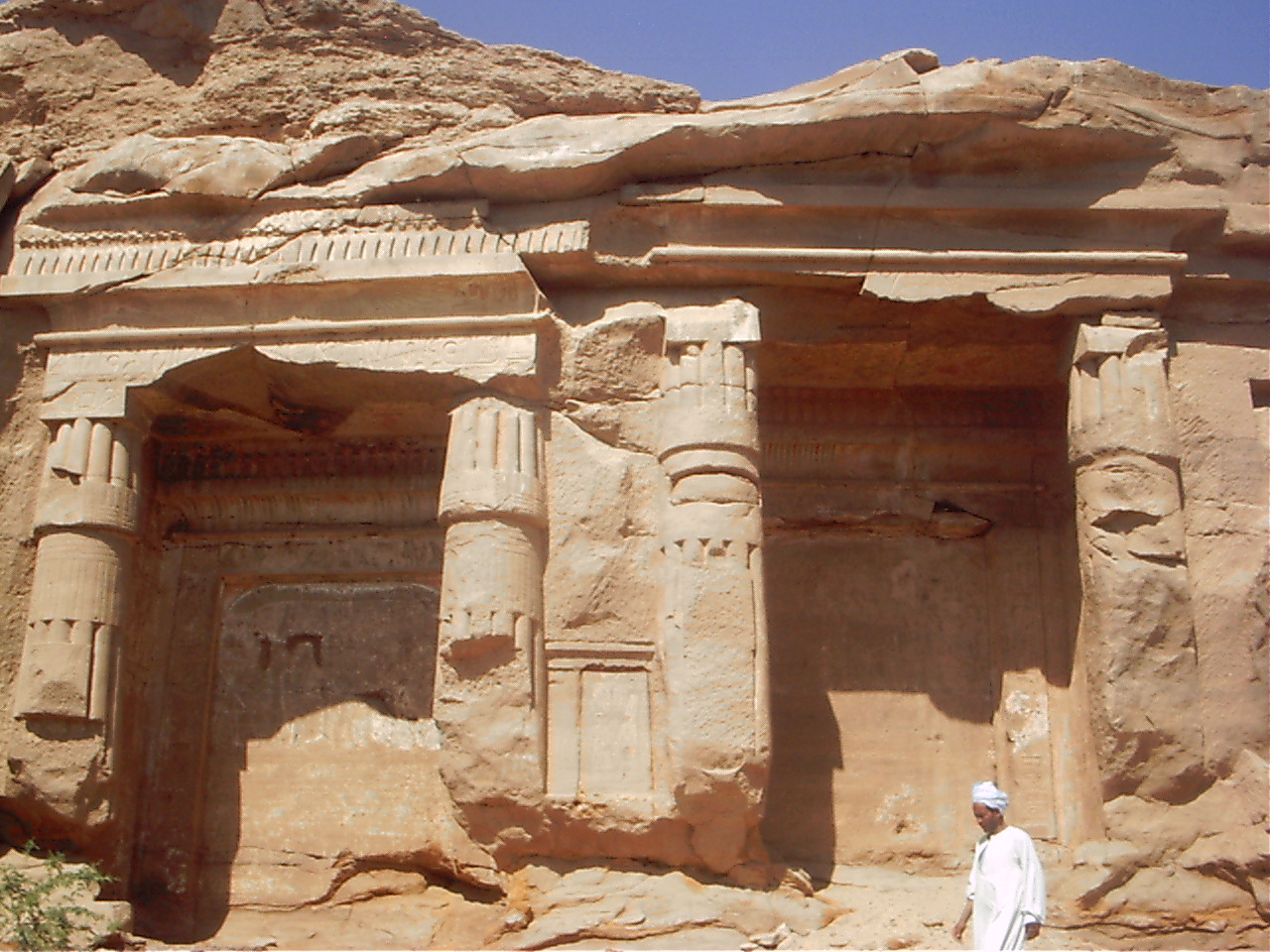
Скальные храмы Рамсеса II и Мернептаха
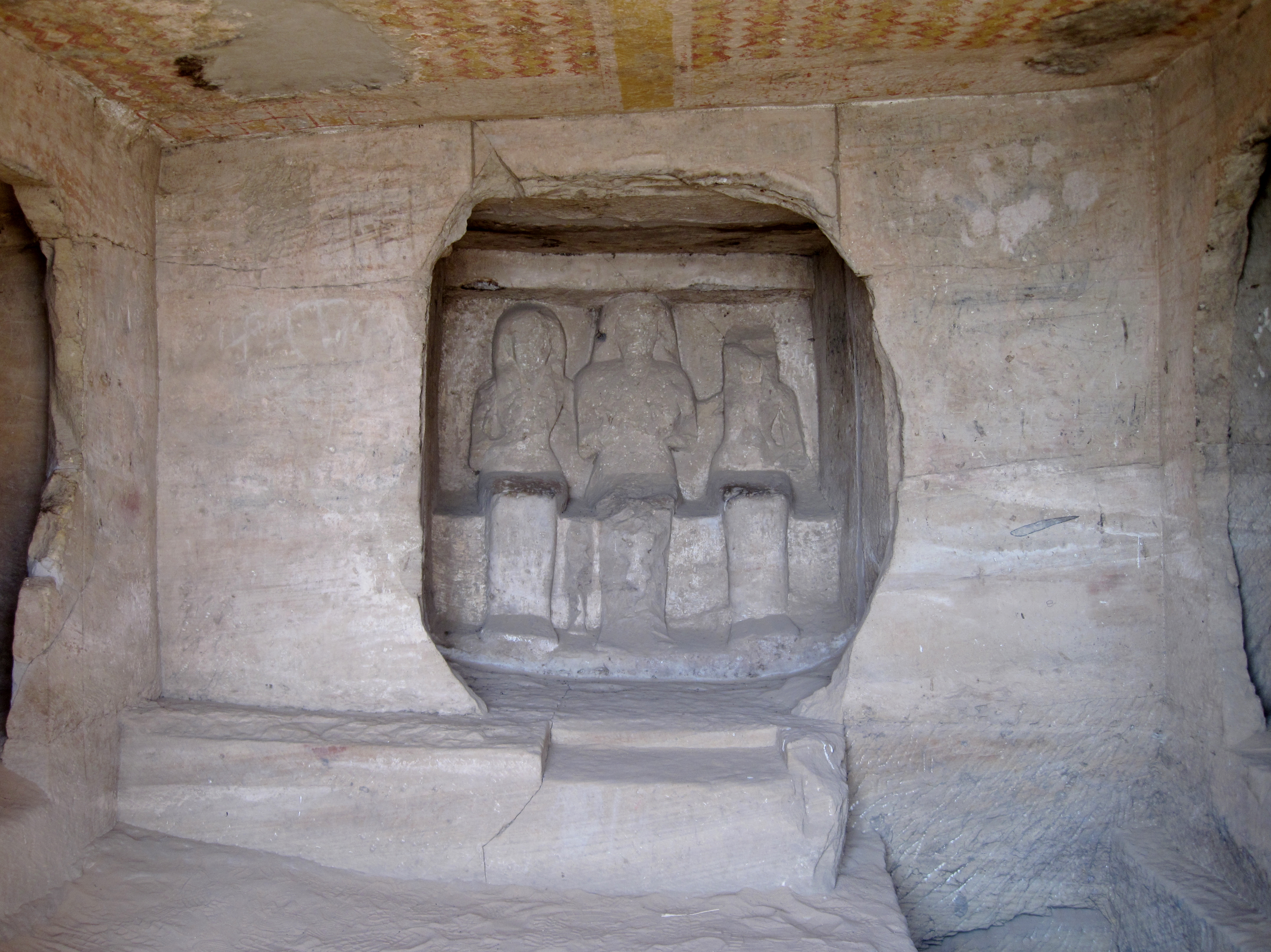
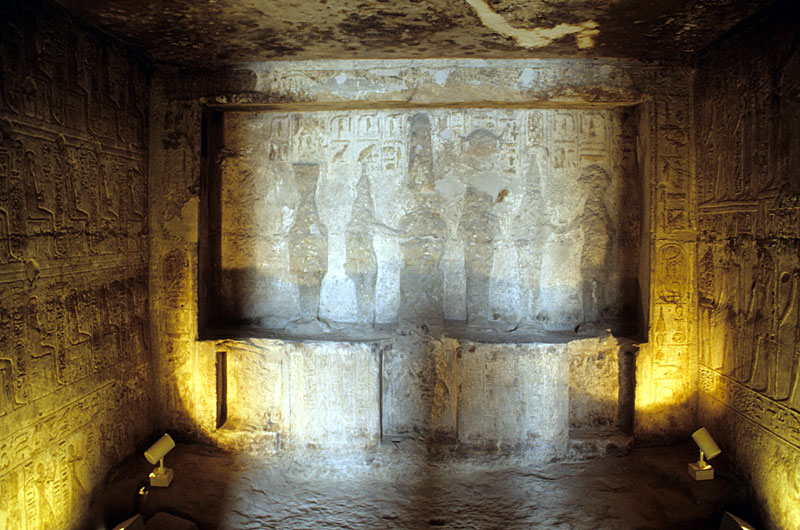
Святилище Хоремхеба.